# Мабтон (Вашингтон)
Мабтон (енгл. Mabton) град је у америчкој савезној држави Вашингтон. По попису становништва из 2010. у њему је живело 2.286 становника.

## Историја
Првобитни становници области Мабтон били су људи Јакама, који су били присиљени на резерват 1855. године. Постојање Мабтона као града је због Сјеверне пацифичке жељезнице, која је стигла у подручје око 1884. године и изградила водоторањ и секцију куће на локацији. Ништа друго није постојало у Мабтону све до 1892. године, када је Сам П. Флаувер изградио продавницу и складиште. Убрзо је постао први поштар у граду. Мабтон је назвао Чарли Сандбург, шведски жељезнички радник, који је предложио име "Маблетовн" за супругу (или ћерку) жељезничког службеника који је говорио љубазне ријечи радницима на стази током инспекције. До 1895. године, Мабтон је имао неколико продавница, хотел, жељезнички депо и школу. Мабтон Таунсајт Компани, формирана од стране Сам П. Флаувер и Ј.А. Хампхрија, направио је прву платформу 1902. године, а 1904., имао је више од десетак предузећа и новине. Град Мабтон званично инкорпорирана 7. новембра 1905. године.
Данас су становници првенствено запослени у занимањима везаним за пољопривреду, посебно узгој хмеља и грожђа.
Школски округ Мабтон је био поновљени корисник грантова из Фондације Бил и Мелинда Гејтс: 
- $ 558,000 током пет година (од 2000 до 2005. године) да се побољша приступ ученика технологији;
- у 2001. години, Мабтон Гимназија је била једна од шеснаест средњих школа изабраних да учествују у програму Вашингтон Стејт Ачиверс; школа добија удио пропорционалан својој студентској популацији (око 330 студената) од више од $ 9 милиона за подршку побољшању школе и редизајн напора и више од $ 100 милиона за колеџ стипендије за своје студенте;
- Преко $ 40,000 током пет година (2001–2006. године) за побољшање средњошколског образовања и приступ високом образовању; и
- Преко $ 125,000 преко 34 мјесеци (2001–2004. године) за подршку програмима професионалног развоја у партнерству са Херитиџ Колеџ.

Мали ранч у близини Мабтона био је дом првог потврђеног случаја болести лудих крава у Сједињеним Америчким Државама 23. децембра 2003. године, касније је потврђено да је крава канадског порјекла увезена у САД.

## Географија
Мабтон се налази на источном крају индијског резервата Јакама и јужно од ријеке Јакима у близини Санисајда и Грандвјуа. Према Бироу за попис становништва Сједињених Америчких Држава, град има укупну површину од 0,80 квадратних миља (2,07 km2), све то земљиште.

## Демографија
Према попису становништва из 2010. у граду је живело 2.286 становника, што је 395 (20,9%) становника више него 2000. године.
| Група             | 2000.         | 2010.         |
| Белци             | 184 (9,7%)    | 161 (7,0%)    |
| Афроамериканци    | 2 (0,1%)      | 16 (0,7%)     |
| Азијати           | 19 (1,0%)     | 4 (0,2%)      |
| Хиспаноамериканци | 1.683 (89,0%) | 2.100 (91,9%) |
| Укупно            | 1.891         | 2.286         |

## Едукација
Градска библиотека је отворена шест поподнева и три вечери недјељно. У простору од око 1.260 квадратних метара (117 m2) има преко 5.000 свезака књига у тврдом увезу, преко 2000 меких увеза и 26 претплата на часописе. Многе његове књиге и часописи су на шпанском језику.